# Fecal Matter
A Fecal Matter (magyarul kb. „szar ügy”) Kurt Cobain, a  Nirvana énekes-gitáros dalszerzőjének első zenekar-kezdeménye volt 1985-ben.

## A történet
Cobain 1985-ben, 18 évesen győzte meg Dale Crovert, a Melvins tagját és Greg Hokansont, hogy játszanak fel néhány dalt kazettára, melyek a saját szerzeményei voltak. Néhány próba után felvették a Suicide Samurai, a Bambi Slaughter, a Buffy's Pregnant, a Laminated Effect, a Sound Of Dentage, a Downer és a Spank Thru című dalokat. A csapat különféle okok miatt felbomlott, mielőtt egyetlen koncertet is tartott volna, azonban Cobain néhány másolatot készített a felvételből, melynek a Fecal Matter nevet/címet adta. Egy ilyen felvételt kapott Krist Novoselic, aki később állandó zenésztársa és a Nirvana basszusgitárosa is lett.
A Spank Thru e verziója hallható a With The Lights Out című Nirvana gyűjteményes albumon, és az ebből készült, Sliver-Best of the Box kiadványon is.